# Juliusz Wyrzykowski

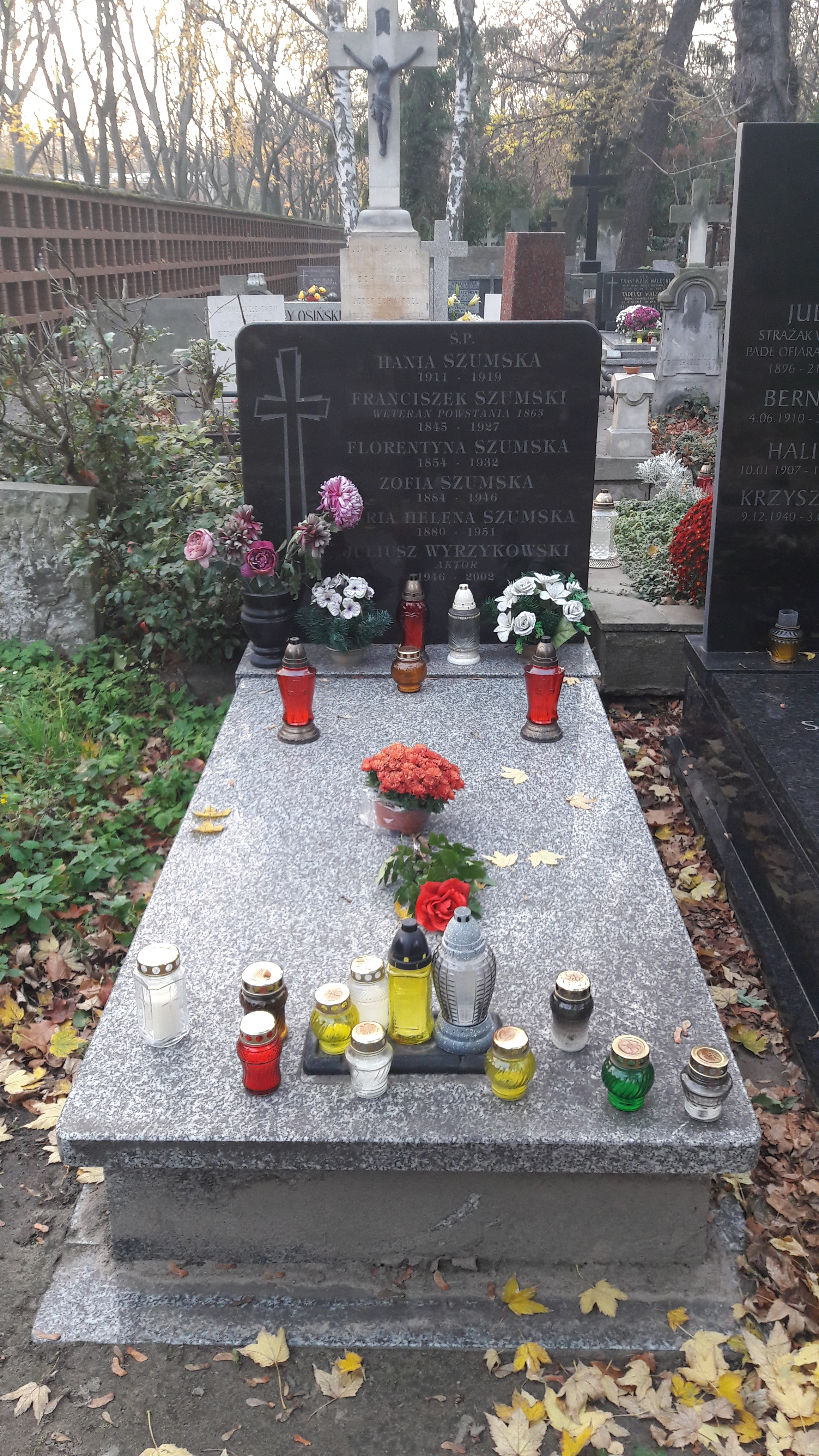
Die Grabstätte von Juliusz Wyrzykowski auf dem Warschauer Powązki-Friedhof

Juliusz Wyrzykowski (geboren 6. Juni 1946 in Warschau; gestorben 18. November 2002 ebenda) war ein polnischer Film- und Theaterschauspieler.

## Biografie
Juliusz Wyrzykowski wurde am 6. Juni 1946 in Warschau geboren. Er ist ein Sohn des polnischen Schauspielers Marian Wyrzykowski und der Schauspielerin Elżbieta Barszczewska. Im Jahr 1957 gab er sein Debüt; in der Verfilmung des polnischen Kinderromans Król Maciuś I (König Maciuś der Erste) trat er als Titelcharakter auf. Im Jahr 1971 hat er Staatliche Theaterhochschule (PWST) in Warschau absolviert und während seines ganzen beruflichen Lebens im Auftrag vom Polnischen Theater tätig war. Juliusz Wyrzykowski starb am 18. November 2002 in Warschau.

## Filmografie

### Film
- 1957: Król Maciuś I
- 1977: Endlose Wiesen (Bezkresne łąki)
- 1985: Głód
- 1989: Angstzustand (Stan strachu)
- 1992: Wszystko, co najważniejsze

### Fernseh-Theater
- 1971: Szafir jak diament
- 1972: Otworzyć serce
- 1974: Wszystko dobre, co się dobrze kończy
- 1975: Zawodowy gość
- 1975: Pogrążyć się w mroku
- 1975: Piknik
- 1976: Wystarczy jeden telefon
- 1981: Wesele
- 1990: Człowiek z budki suflera
- 1995: Ścieżki chwały

### Serie
- 1986: Zmiennicy (Teil 10: Krzyk ciszy)
- 1991: Pogranicze w ogniu (Teil  11)
- 1994: Zespół adwokacki (Teil 9)
- 1994: Spółka rodzinna (Teil 3)
- 1996: Dom (Teil 14: Ta mała wiolonczelistka)

### Dokument
- 1983: Na odsiecz Wiedniowi

### Andere
- 1990: Na czysto